# Vysoce výkonná textilní vlákna

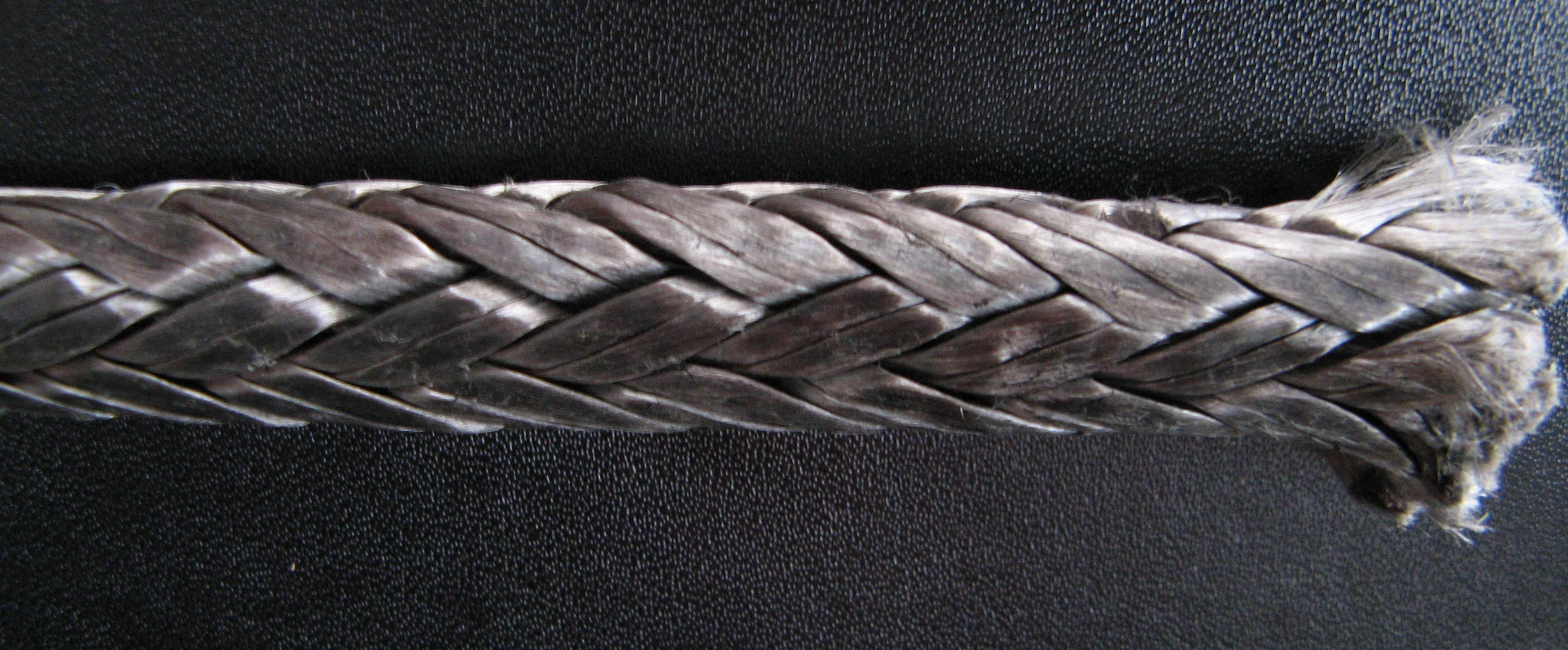
Lano z vysoce výkonných vláken (dyneema) s tažnou pevností přes 100 kg

Vysoce výkonná vlákna (anglicky high performance fibers) jsou výrobky s vlastnostmi vynikajícími nad běžnými textilními vlákny alespoň v jednom ze tří kritérií:
- tažná pevnost a modul pevnosti
- odpor proti vysokým teplotám a vznětlivosti
- odpor proti účinku chemikálií[1]

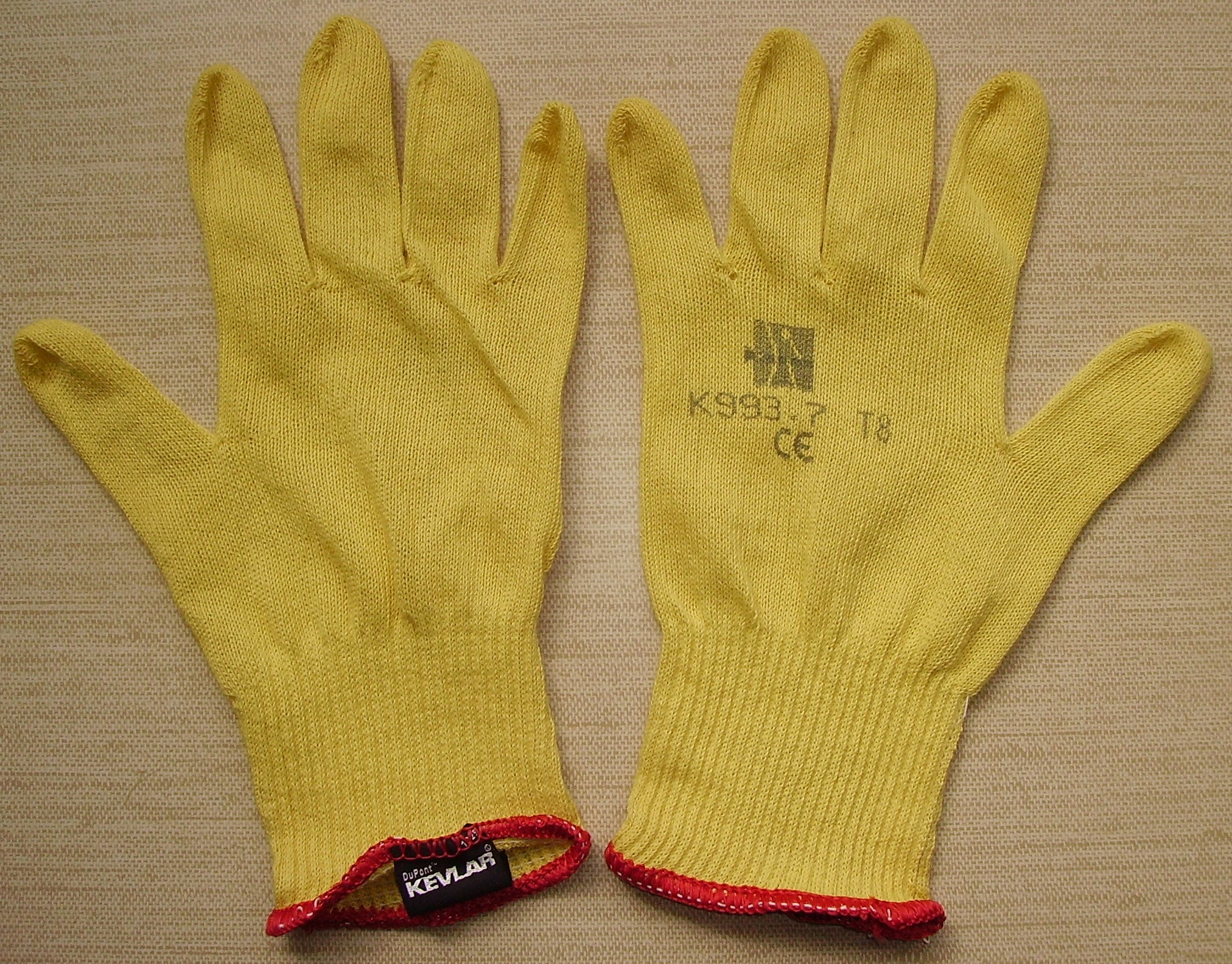
Pletenina z para-aramidového kevlaru

Pro objektivní zařazení výrobků do kategorie „vysoce výkonný“ není známá žádná norma ani závazná konvence. V odborné literatuře se k nim počítají zejména:
- PTFE vlákna ( teflon)
- polyimidová (PI)
- polyetherketonová (PEEK)
- polysulfonová (PSU)
- polyfenylsulfidová (PPS)
- melaminová (MF)
- novoloidová
- polyazolová
- polybenzimidazolová  (PBI)
- aramidová vlákna.

Všeobecně se kladou u většiny typů vysoce funkčních textilií požadavky na:
- Ekologickou výrobu a likvidaci
- Zpomalení procesů stárnutí (zvýšením odolnosti proti oděru a pod.)
- Snadnou údržbu
- Estetické a senzorické funkce (vzhled, omak, formovatelnost)
- Ochranu proti nebezpečným vlivům z okolí (UV záření, mikroorganismy aj)
- Samočisticí efekty[4]

Vlastnosti vybraných druhů vláken (na začátku 21. století):
| Materiál                  | Spec. hmotnost (g/cm³) | Pevnost v ohybu (GPa) | Youngův modul (GPa) | Cena vláken (USD/kg) |
| ------------------------- | ---------------------- | --------------------- | ------------------- | -------------------- |
| E sklo                    | 2,58                   | 2,40–3,45             | 73                  | 2,00                 |
| S sklo                    | 2,48                   | 3,10–4,60             | 88                  | 11,00                |
| aramid (Kevlar 49)        | 1,45                   | 3,50–3,60             | 133                 | 24,00                |
| uhlík s vysokou pevností  | 1,76–1,80              | 3,30–6,40             | 230–300             | 16–24                |
| uhlík s vysokou pružností | 1,83–1,90              | 2,60–4,70             | 345–590             | 100–200              |
| ocel                      | 7,9                    | 0,275Y/0,430UTS       | 205                 | 27–35                |